# Campionati cechi di ski cross 2009
I Campionati cechi di ski cross 2009 si sono svolti a Horni Misecky il 4 aprile. Il programma ha incluso sia la gara femminile che la gara maschile. 
Trattandosi di competizioni valide anche ai fini del punteggio FIS, vi hanno partecipato anche sciatori di altre federazioni, senza che questo consentisse loro di concorrere al titolo nazionale ceco.

## Risultati

### Uomini
| Pos. | Atleta            | Nazione   |
| ---- | ----------------- | --------- |
| 1    | Thomas Kraus      | Rep. Ceca |
| 2    | Markus Wittner    | Austria   |
| 3    | Simon Stickl      | Germania  |
| 4    | Zdeněk Šafář      | Rep. Ceca |
| 5    | Toshiyuki Doi     | Giappone  |
| 6    | Klaus Waldner     | Austria   |
| 7    | Simon Jecl        | Slovenia  |
| 8    | Andy Zacher       | Germania  |
| 9    | Kobayashi Vic     | Giappone  |
| 10   | Wojciech Zagórski | Polonia   |
| 13   | Jakub Kopřiva     | Rep. Ceca |

### Donne
| Pos. | Atleta              | Nazione     |
| ---- | ------------------- | ----------- |
| 1    | Sarah Sauvey        | Regno Unito |
| 2    | Jitka Švirková      | Rep. Ceca   |
| 3    | Nikol Kučerová      | Rep. Ceca   |
| 4    | Barbora Procházková | Rep. Ceca   |